# Фынг

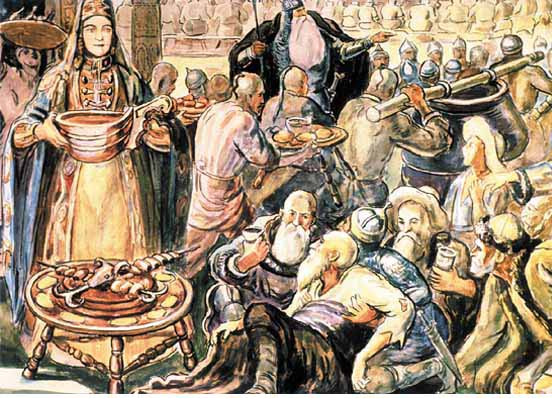
Махарбек Туганов. Пир нартов (фрагмент картины)

Фынг (осет. фынг/фингæ) — трёхногий столик в традиционном быту осетин. Изготавливался из дерева, часто имел точёные ножки, мог украшаться резьбой.
В застольном этикете осетин фынг занимал почётное место. Сидящие за столом не могли позволить себе сквернословия, упоминания нечистых животных, неуважительного отношения к трапезе, которая часто сопровождалось произнесением молитв или тостов.
В нартовских сказаниях фынг иногда наделялся чудесными способностями — по желанию обладателя на нём возникали всевозможные яства и разные напитки. Фынг присутствует во многих осетинских поговорках и пословицах.